# Блестящая вдовушка
Блестящая вдовушка, или стальной ткач (лат. Vidua hypocherina), — вид птиц из семейства вдовушковых. Подвидов не выделяют.

## Распространение
Обитают в Эфиопии, Кении, Сомали, Южном Судане, Танзании и Уганде.
Естественной средой обитания являются сухие саванны.

## Описание
Длина тела 10—11 см (самца в брачный период — 30—31 см за счет длинного хвоста из перьев, который появляется у него в это время). Масса 11—13 г. Брачное оперение самца сине-чёрное с глянцевым отливом с маленьким белым пятном на верхней части бока (обычно оно скрыто перьями на спине).

## Биология
Питаются мелкими семенами трав, которые подбирают с земли.
МСОП присвоил виду охранный статус LC.